# Rosmarinsäure
Rosmarinsäure ist der Trivialname einer im Pflanzenreich weit verbreiteten Phenylacrylsäure. Chemisch gesehen ist es der Ester der Kaffeesäure mit 3-(3,4-Dihydroxyphenyl)-milchsäure.

## Geschichte
Die erste Isolierung und Charakterisierung der Rosmarinsäure erfolgte 1958. Sie wurde in diesem Jahr von den beiden italienischen Chemikern M. L. Scarpatti und G. Oriente aus Rosmarin (Rosmarinus officinalis) gewonnen.

## Vorkommen

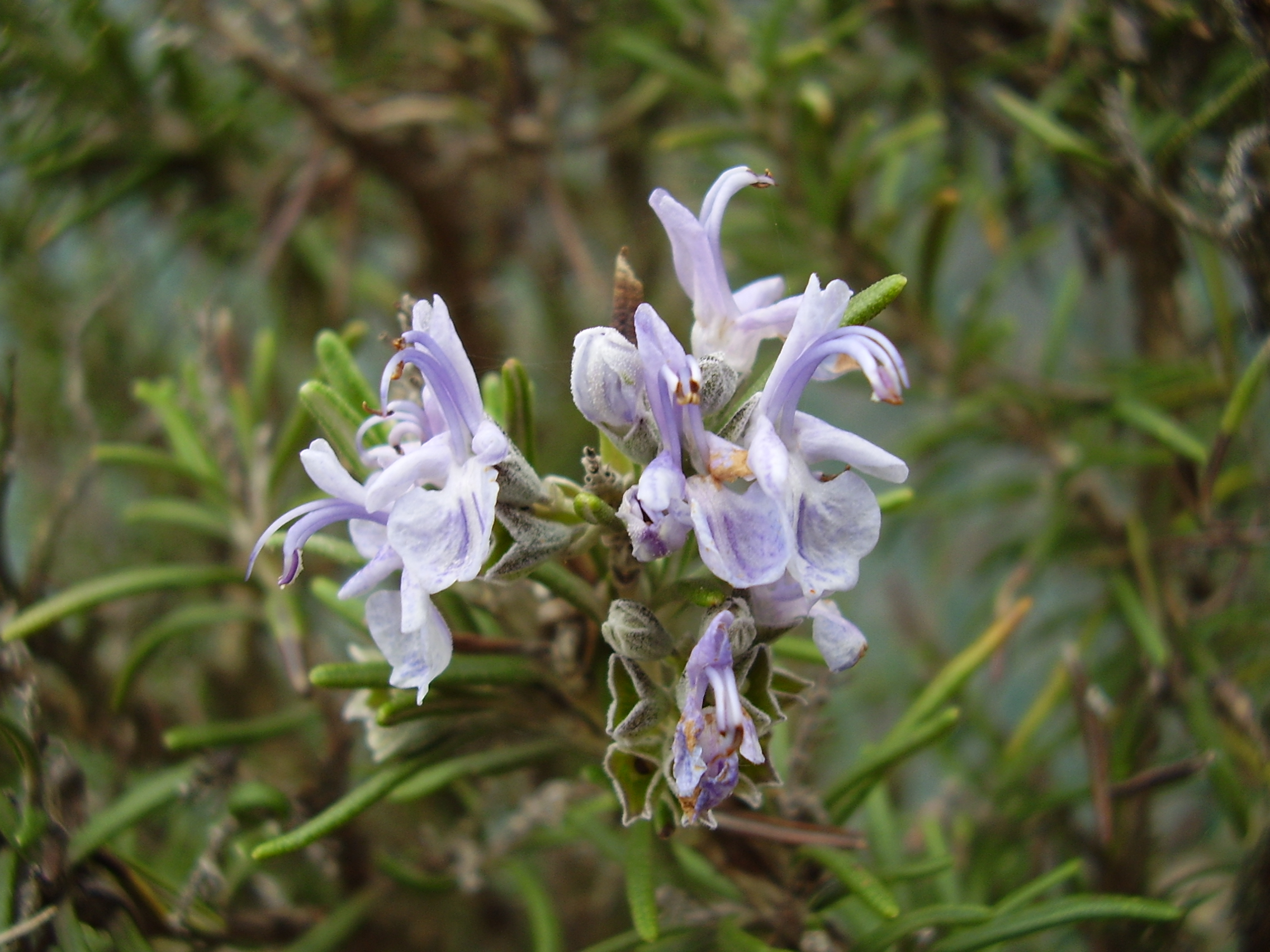
Rosmarin (Rosmarinus officinalis)

Vor allem die Familien der Lamiaceae, speziell die Unterfamilien Nepetoideae und Boraginaceaen sind reich an Rosmarinsäure. Sie kann aber auch in taxonomisch weiter entfernen Pflanzengruppen, wie Farnen und Hornmoosen, hier jedoch in geringerer Konzentration, gefunden werden.

## Verwendung

### Verwendung in der Pharmazie
Rosmarinsäure besitzt antivirale, antibakterielle und antiinflammatorische Eigenschaften. Sie wird daher in verschiedenen Melissepräparaten eingesetzt, außerdem in einigen Salben gegen Sportverletzungen.
Reine Rosmarinsäure wirkt gegen die komplementabhängige Stimulation der Prostaglandinsynthese, besitzt antioxidative Eigenschaften, blockiert die Opsonisierung und kann leicht über die Haut aufgenommen werden.

### Sonstige Verwendung
Rosmarinsäure besitzt, ebenso wie viele andere Phenolcarbonsäureester, gerbende Eigenschaften. Da sie vor allem in Pflanzenarten der Familie Lamiaceen vorkommt, wird sie auch als Lamiaceengerbstoff oder als Labiatengerbstoff – Labiatae ist die veraltete Bezeichnung für Lippenblütler – bezeichnet. In Tierversuchen hatte sie chemoprotektive, neuroprotektive und potentiell antidepressive Wirkungen.

## Biologische Bedeutung
Rosmarinsäure ist ein sekundärer Pflanzenstoff. Pflanzen synthetisieren sie als Abwehrstoff gegen Pilze und Bakterien. Außerdem wird vermutet, dass sie die Pflanze vor Fressfeinden schützt. Pflanzen speichern Rosmarinsäure in den Vakuolen getrennt von Oxidasen. Kommt es zu einer Verletzung, wird diese Kompartimentierung aufgehoben. Die phenolischen Hydroxygruppen der Rosmarinsäure werden zu Orthochinonen oxidiert. Diese binden an Peptide und inaktivieren sie dadurch.

## Biosynthese
Die Biosynthese der Rosmarinsäure wurde erstmals 1970 genauer untersucht. Sie beginnt mit den beiden Aminosäuren L-Phenylalanin und L-Tyrosin. Es sind insgesamt acht unterschiedliche Proteine daran beteiligt.
Die Biosynthese lässt sich in drei verschiedene Prozesse untergliedern:

### Umsetzung vonL-Phenylalanin zu 4-Cumaroyl-CoA
Im ersten Schritt wird Phenylalanin mit Hilfe der Phenylalanin-Ammonium-Lyase (PAL) zu E-Zimtsäure desaminiert. Diese Reaktion ist bei vielen Biosynthesen von Verbindungen mit Phenylpropan-Grundgerüsten zu beobachten. So beginnen auch die Synthesen von Ligninen, Flavonoiden und Cumarinen mit diesem Schritt.
In einem zweiten Schritt wird eine Hydroxygruppe in den aromatischen Ring der E-Zimtsäure eingeführt. Diese Hydroxylierung wird durch das Enzym Zimtsäure-4-Hydroxylase (CAH) katalysiert, es entsteht 4-Cumarsäure. Letztere bildet sich ebenso im Zuge der Desaminierung der Aminosäure L-Tyrosin mit PAL, da dieses Enzym auch diese Aminosäure als Substrat nutzen kann.
Im dritten und letzten Schritt dieses allgemeinen Phenylpropanstoffwechsels konvertiert die 4-Cumarat-CoA-Ligase (4CL) die 4-Cumarsäure in den entsprechenden CoA-Ester.

### Umsetzung vonL-Tyrosin zu 4-Hydroxyphenyllactat
Parallel zur Umsetzung des L-Phenylalanins erfolgt die Umsetzung von L-Tyrosin. Im ersten Schritt katalysiert die Tyrosin-Aminotransferase (TAT) die Transaminierung mit 2-Oxoglutarat als Aminoakzeptor zu 4-Hydroxyphenylpyruvat und Glutamat. Im zweiten Schritt wird das Pyruvat durch die NADH/NADPH-abhängige Hydroxyphenylpyruvat-Reduktase (HPPR) zum (R)-(+)-4-Hydroxyphenyllactat reduziert.

### Umsetzung von 4-Cumaroyl-CoA mit 4-Hydroxyphenyllactat und abschließende Hydroxylierungen
Das Lactat wird durch die Rosmarinsäure-Synthase (RAS) an der aliphatischen Hydroxygruppe mit der im ersten Schritt gebildeten 4-Cumaryl-CoA zum 4-Cumaroyl-4′-hydroxyphenyllactat verestert. Dieser Ester wird in zwei Stufen an den Positionen 3 und 3′ an den aromatischen Ringen hydroxyliert. Katalysiert werden diese Reaktionen durch zwei membrangebundene, Cytochrom-P450-abhängige Hydroxylasen. Dabei entstehen zuerst intermediär Caffeoyl-4′-Hydroxyphenyllactat bzw. 4-Cumaroyl-3′,4′-Dihydroxyphenyllactat und schließlich die Rosmarinsäure.